# Pterygopleurum neurophyllum
Pterygopleurum neurophyllum är en flockblommig växtart som först beskrevs av Carl Maximowicz, och fick sitt nu gällande namn av Masao Kitagawa. Pterygopleurum neurophyllum ingår i släktet Pterygopleurum och familjen flockblommiga växter. Inga underarter finns listade i Catalogue of Life.